# Izola
Izola (italsky Isola německy Insel im Küstenländchen) je staré rybářské[zdroj?] město ve Slovinsku, ležící na Istrijském poloostrově na pobřeží Jaderského moře. Izola je také název jedné ze slovinských občin.

## Historie
Nedaleko místního Simonova zálivu byly nalezeny pozůstatky starořímské vily. Nacházel se zde přístav s názvem Haliaetum.
Město bylo založeno v 7. století aquileiskými uprchlíky na malém ostrově při pobřeží Istrie. Odtud také pochází jeho název – je odvozen z italského slova isola, které znamená ostrov. V 9. století zde stál již kostel. V téže době se istrijské pobřeží dostalo pod vliv Benátské republiky, jejíž součástí se definitivně stalo v roce 1267.
V roce 1036 byla obec vlastnictvím ženského beneditského kláštera. Město zůstávalo ve stínu významnějších přístavů severního pobřeží Istrie (Koperu a Piranu).
Až do 17. století se v Izole vyráběla pravidelně sůl.
V roce 1797 zde došlo k nepokojům, během kterých byla vypleněna místní radnice. Kromě toho po uzavření Míru v Campo Formio v roce 1797 se oblast stala součástí Svaté říše římské, v době napoleonské patřila k autonomním Ilyrským provinciím Francouzského císařství. Během francouzské nadvlády byly zbořeny městské hradby a materiál byl použit k zasypání průlivu oddělujícího ostrov od pevniny. Nebyl však zasypán všechen, neboť se město rozšiřovalo ze skromného poloostrova do své současné podoby během staletí. Tehdejší přístav se nacházel při dnešním Velkém náměstí (slovinsky Veliki trg).
Po bitvě národů u Lipska v roce 1815 se území Ilyrských provincií dostalo pod rakouskou nadvládu. Roku 1820 zde byly objeveny léčivé prameny, což přispělo k rozvoji města jako turistické destinace ještě v 19. století. V druhé polovině během industrializace byla postavena v Izole továrna na rybí konzervy. Na mapách druhého vojenského mapování z první poloviny 19. století je Izola patrná jako město na poloostrově, který ještě neměl podobu srovnatelnou s dneškem (především díky tomu, že zde nestály rozsáhlé přístavy). Kostel na návrší nad městem je dobře patrný. Z východní strany město končilo zhruba v prostou dnešní Kosovelovy ulice.
Na počátku 20. století města dosáhla železniční trať, byť jen úzkorozchodná dráha (Parenzana). Zrušena byla o několik desetiletí později. Budova původního nádraží nicméně byla nakonec zachována a dnes slouží jako muzeum uvedené dráhy. V této době bylo město většinově italské (z hlediska národnostní struktury obyvatelstva), zatímco okolní venkov byl slovinský.
Po první světové válce připadla oblast Italskému království. Roku 1943 přešla v rámci Italské sociální republiky pod faktickou vojenskou kontrolu Wehrmachtu. Němci se zde nicméně museli potýkat s povstáním slovinského a chorvatského obyvatelstva, které se ale odehrávalo spíše dále od Izoly; město samotné vzhledem k italské většině se obávalo případných politických změn, které by se mohly uskutečnit po válce. Bylo zde nicméně funkční odbojové italské antifašistické hnutí. Město bylo osvobozeno v dubnu 1945.
Po ukončení druhé světové války připadla Izola Svobodnému území Terst. V rámci něj byla do roku 1954 součástí tzv. zóny B, která byla pod jugoslávskou správou. V uvedeném roce zmíněný státní útvar zanikl a zóna B připadla Jugoslávii. V rámci tohoto území byla Izola součástí Společenství obcí na pobřeží.
V té době odešla před nastupujícím komunismem z Istrie značná část italsky mluvících obyvatel. Jednalo se o 90 % všech místních Italů, na místo nich přišli Slovinci z vnitrozemí a také příslušníci národů tehdejší Jugoslávie. Rozvoj města probíhal směrem do vnitrozemí. Historické jádro bylo uchráněno rozsáhlejších přestaveb, zato na pobřeží a při původních zálivech okolo Izoly vyrostla nová sídliště a další obytné čtvrti. Východně od města byla postavena průmyslová čtvrť.
V roce 1991 se Izola stala součástí nezávislého Slovinska. V 90. letech zanikly některé průmyslové podniky (např. závod Argo na pobřeží apod.). Od roku 1995 má město současný znak.
V 21. století byla diskutována výstavba umělého ostrova poblíž Izoly.

## Obyvatelstvo
Ve městě žije asi 11 500 obyvatel (2024). Město je oficiálně dvojjazyčné (slovinsko-italské), chorvatská menšina je asi dvakrát početnější než italská.
Okolo 71 % obyvatelstva tak tvoří Slovinci, 8 % Chorvati a 4 % Italové. Zbytek připadá na ostatní menšiny, mezi kterými jsou Bosňáci, Srbové, Makedonci a další.

## Administrativa
Administrativními částmi Izoly jsou kromě města samotného dále vesnice Baredi, Cetore, Dobrava, Jagodje, Korte, Malija, Nožed a Šared.

## Ekonomika
Tradičním odvětvím hospodářství místního obyvatelstva bylo rybářství, v okolních svazích rovněž vinařství. Dnes je zde významně zastoupena turistika. Město nebylo nikdy významněji industrializováno (na rozdíl od nedalekého Koperu).

## Architektonické památky
- Palác Besenghi degli Ughi (slovinsky Palača Besenghi degli Ughi, italsky Palazzo Besenghi degli Ughi) je pozdně barokní třípatrová stavba, jedna z nejzachovalejších na slovinském pobřeží. Postavena byla mezi roky 1775 a 1781. Kamenný lev na rohu budovy byl nalezený v sutinách budovy, která na tomto místě stávala předtím. Dnes v paláci sídlí místní hudební škola.[8]
- Kostel sv. Maura (slovinsky Crkva Sv. Mavra, italsky Duomo San Mauro) stojí na nejvyšším místě původního ostrova. V minulosti stál na jeho místě malý kostel, postavený roku 1356. Současný kostel pochází z roku 1547, věž vysoká 30 m byla postavena v roce 1585.[9]
- Manzioliův dům (slovinsky Manziolijeva hiša, italsky Casa Manzioli) je jedna z nejstarších budov v Izole – pochází z roku 1470. Dům byl postaven ve stylu benátské gotiky, nese jméno bývalého izolského starosty. Dnes v domě sídlí Italská samosprávná národní společnost (slovinsky Italijanska samoupravna narodna skupnost, italsky Comunità nazionale autonoma italiana)[10].
- Šimonova zátoka (Simonov zaliv) – místo osídlili Římané v 1. století po Kristu a založili zde přístav Haliaetum, jehož zbytky jsou v moři stále vidět. Nedaleko stojí zbytky římské vily s černobílými mozaikami.[11]

### Ostatní památky
- Scuola Battuti – oratoř z roku 1451, vnějšek si zachoval gotický sloh.
- Kostel svatého Dominika – stavba z přelomu 17. a 18. století.
- Kostel svaté Kateřiny – stavba z 19. století.
- Kostel svatých Janů – vysvěcený roku 1459 s barokním exteriérem.
- Městský palác – postavený v gotickém slohu roku 1325, barokní fasáda ze 17. století.[11]

## Doprava
Se zbytkem Slovinska je město spojeno pomocí rychlostní silnice H6, která se dále napojuje na dálnici A1. Rychlostní silnice prochází okolo Izoly po obchvatu vedeném na jižním okraji města.
Izola nemá spojení se zbytkem Slovinska prostřednictvím železnice, jelikož místní úzkorozchodná dráha byla zrušena v roce 1935. Původní nádraží dnes slouží jako muzeum.

## Sport
Izola má řadu sportovišť, sportovní areál se nachází poblíž bývalého nádraží. Zahrnuje např. krytou halu, ale i otevřené areály. V měste se pravidelně běží Izolský maraton.

## Galerie

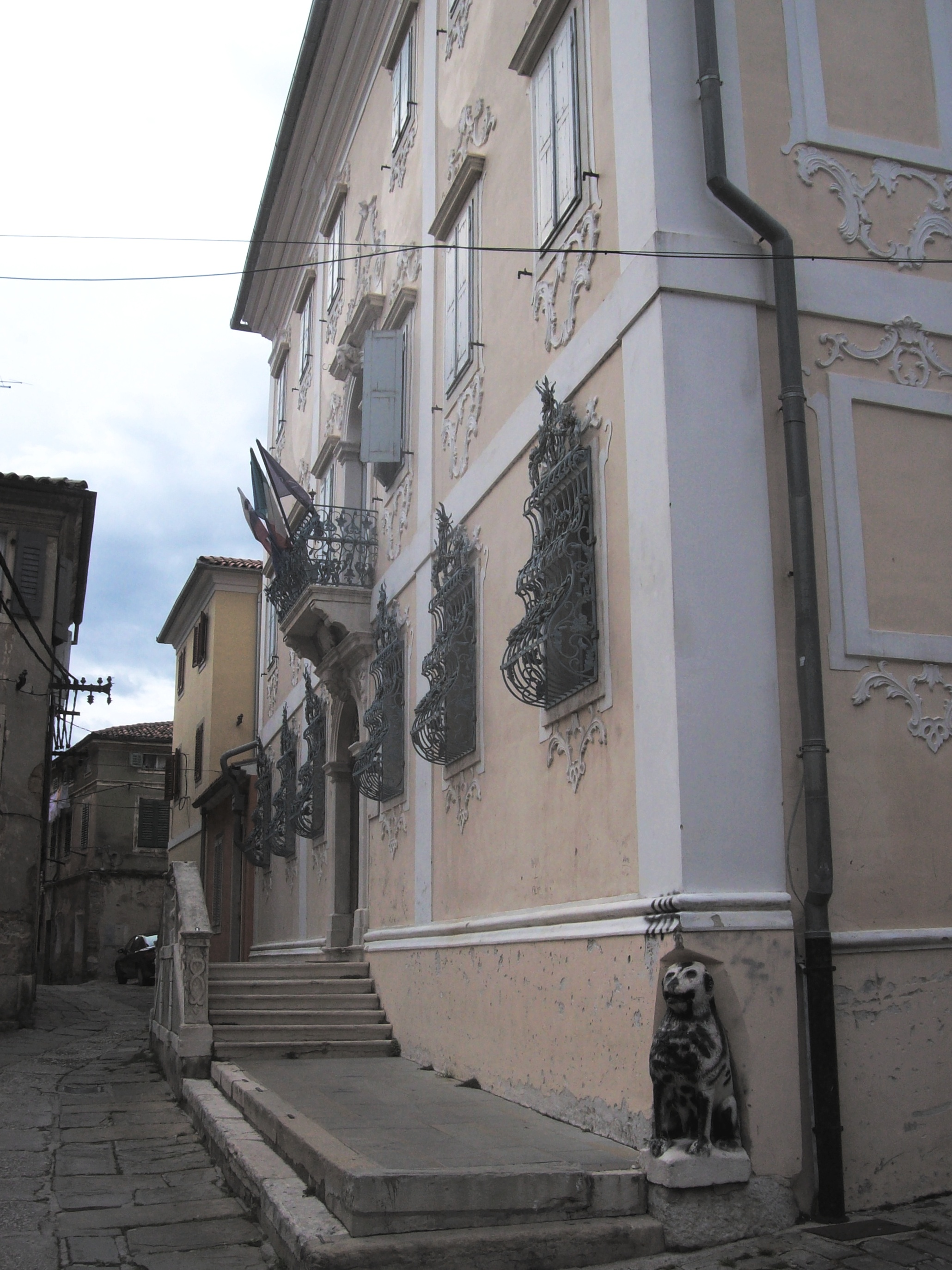
Palác Besenghi degli Ughi
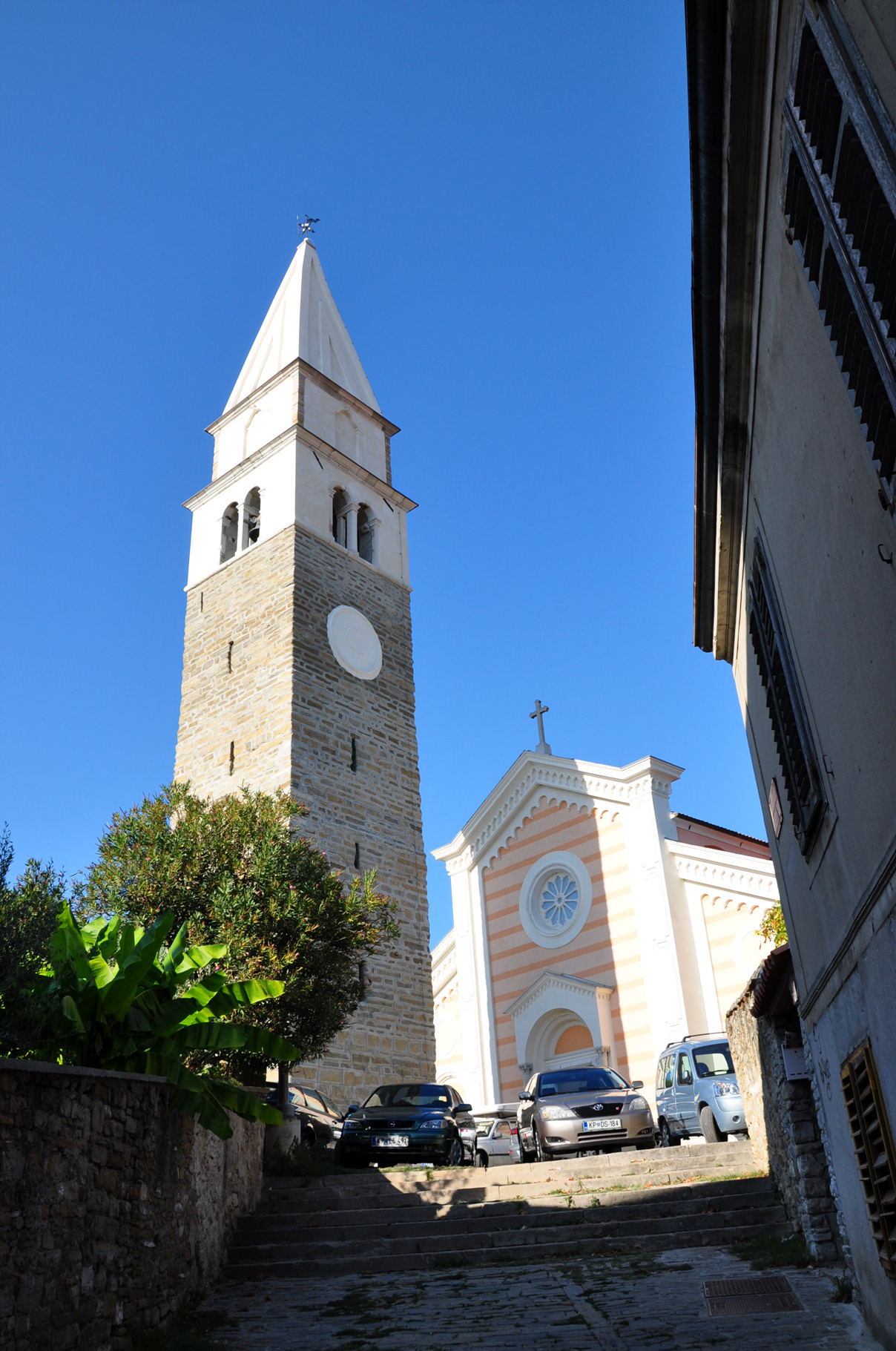
Kostel sv. Maura
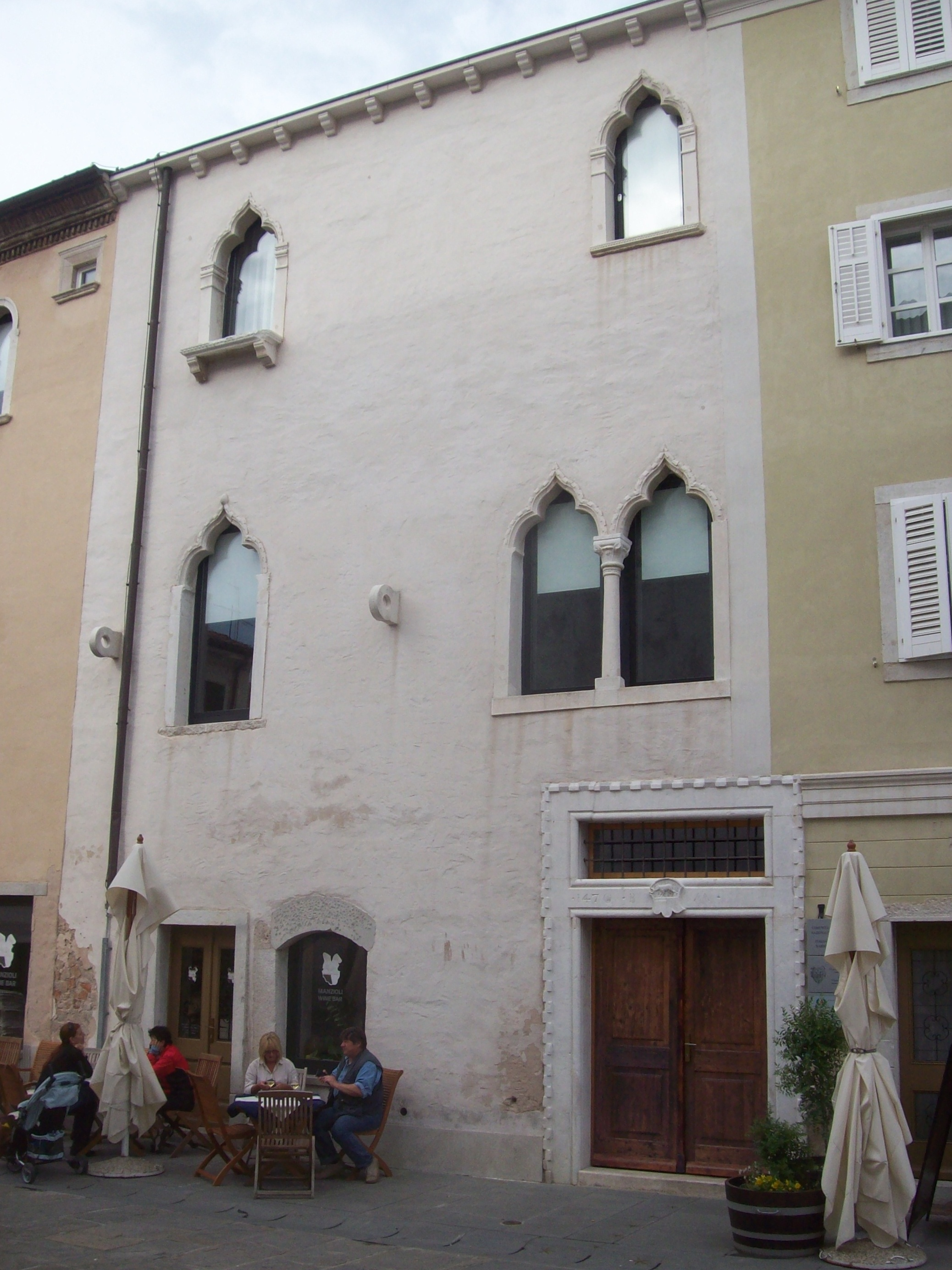
Manzioliův dům
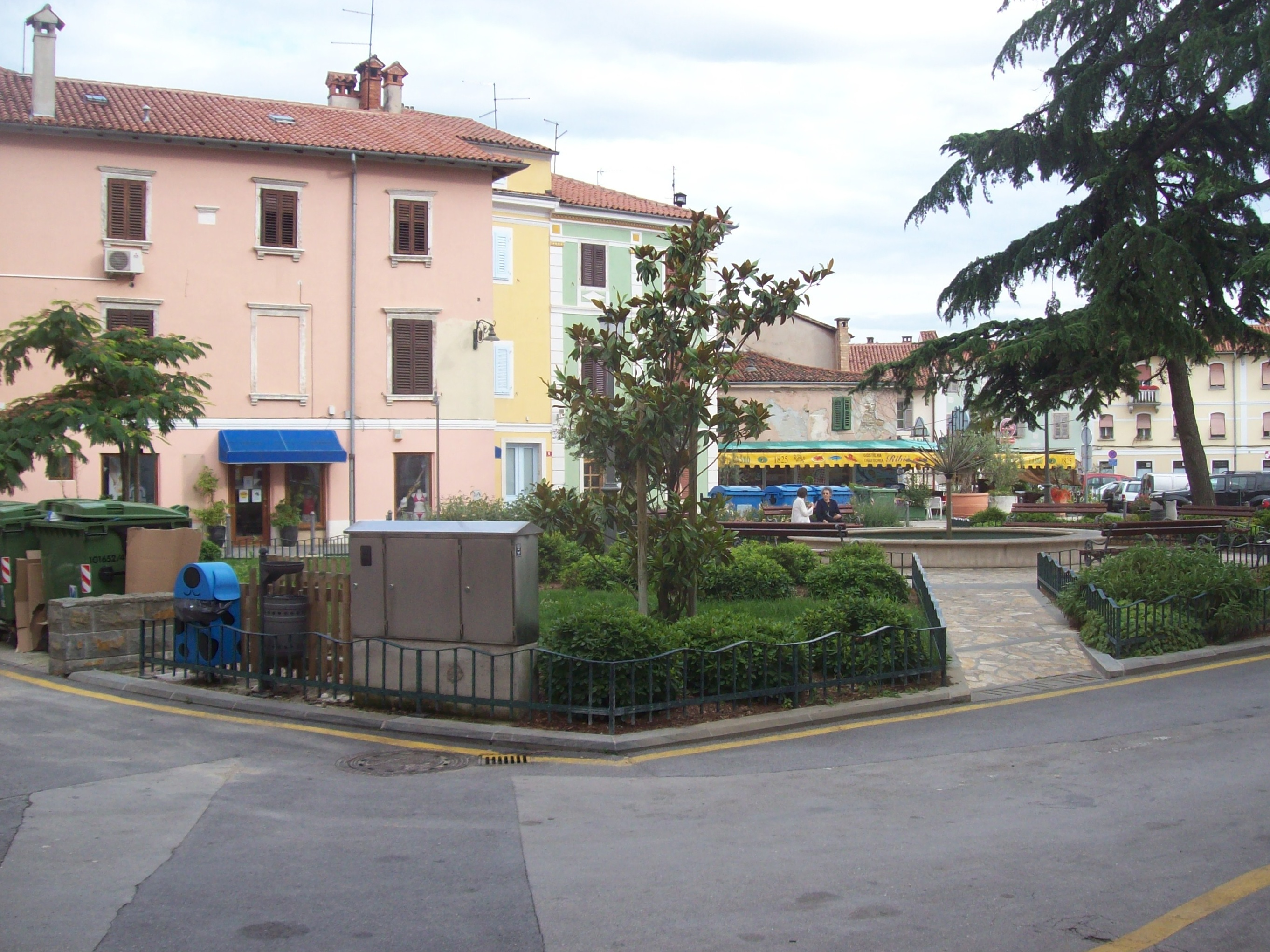
Veliki trg
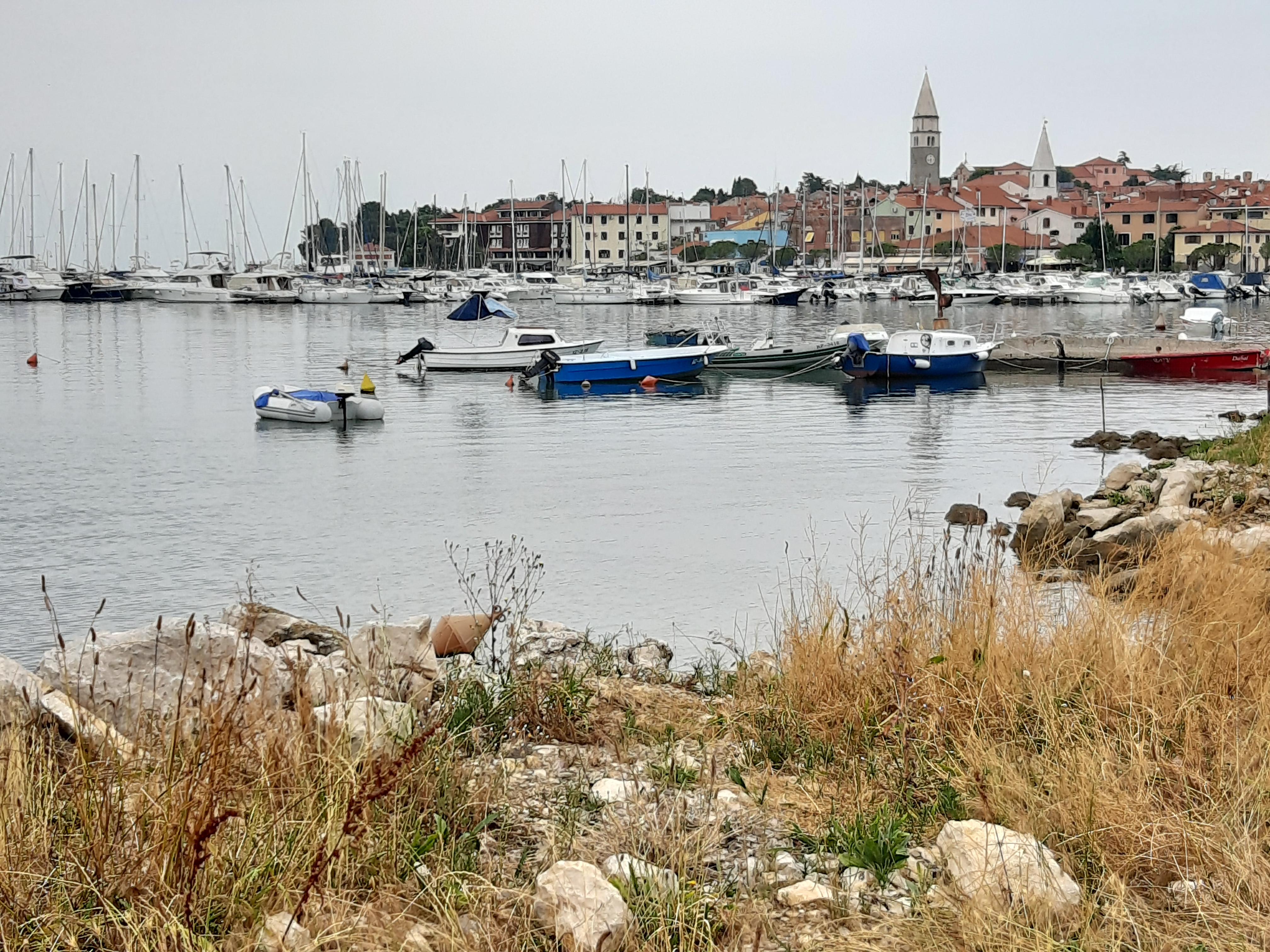
Marína (pohled směrem na Veliki trg, 2019)
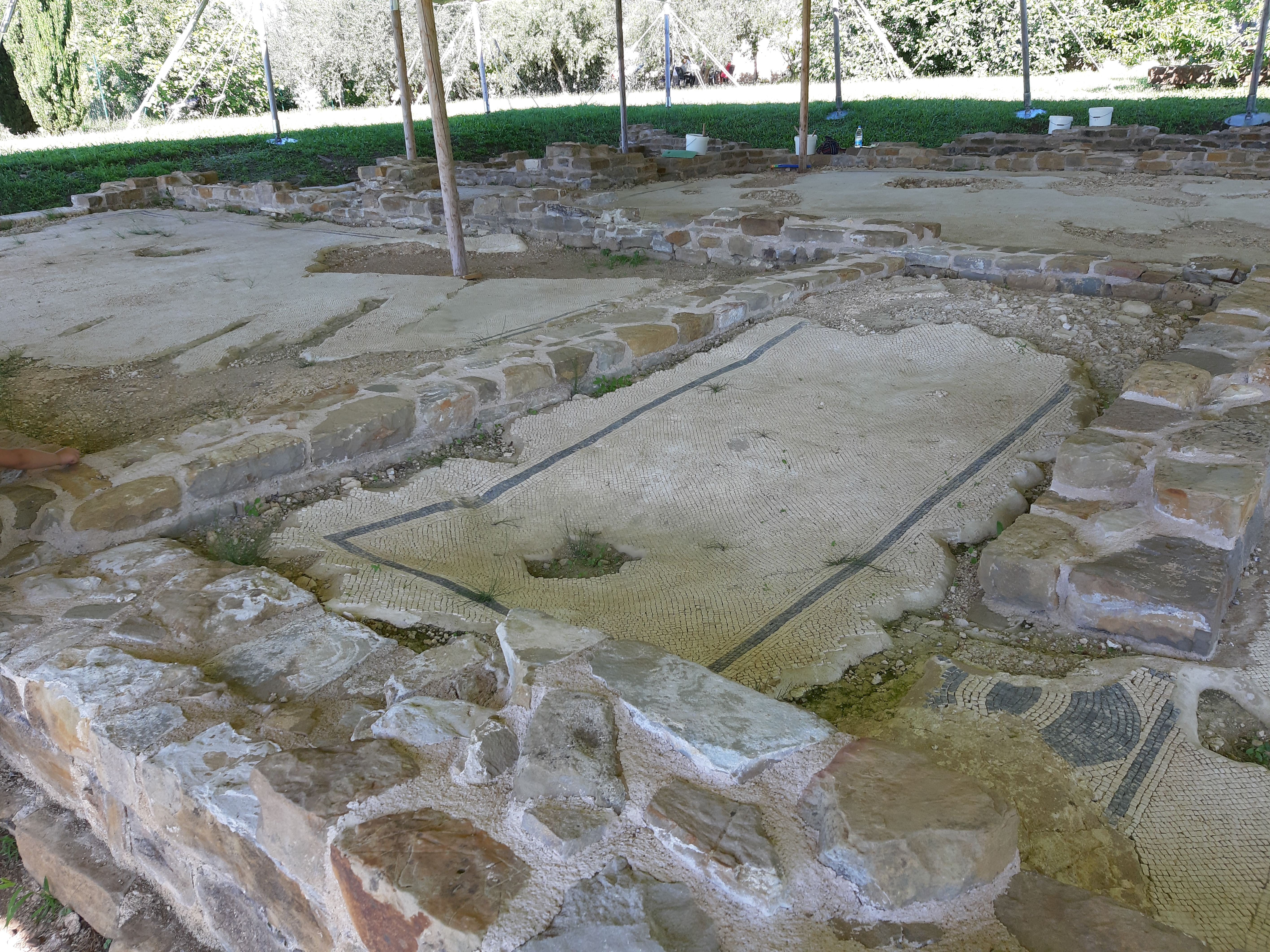
Římské vykopávky, Haliaetum, krytá část
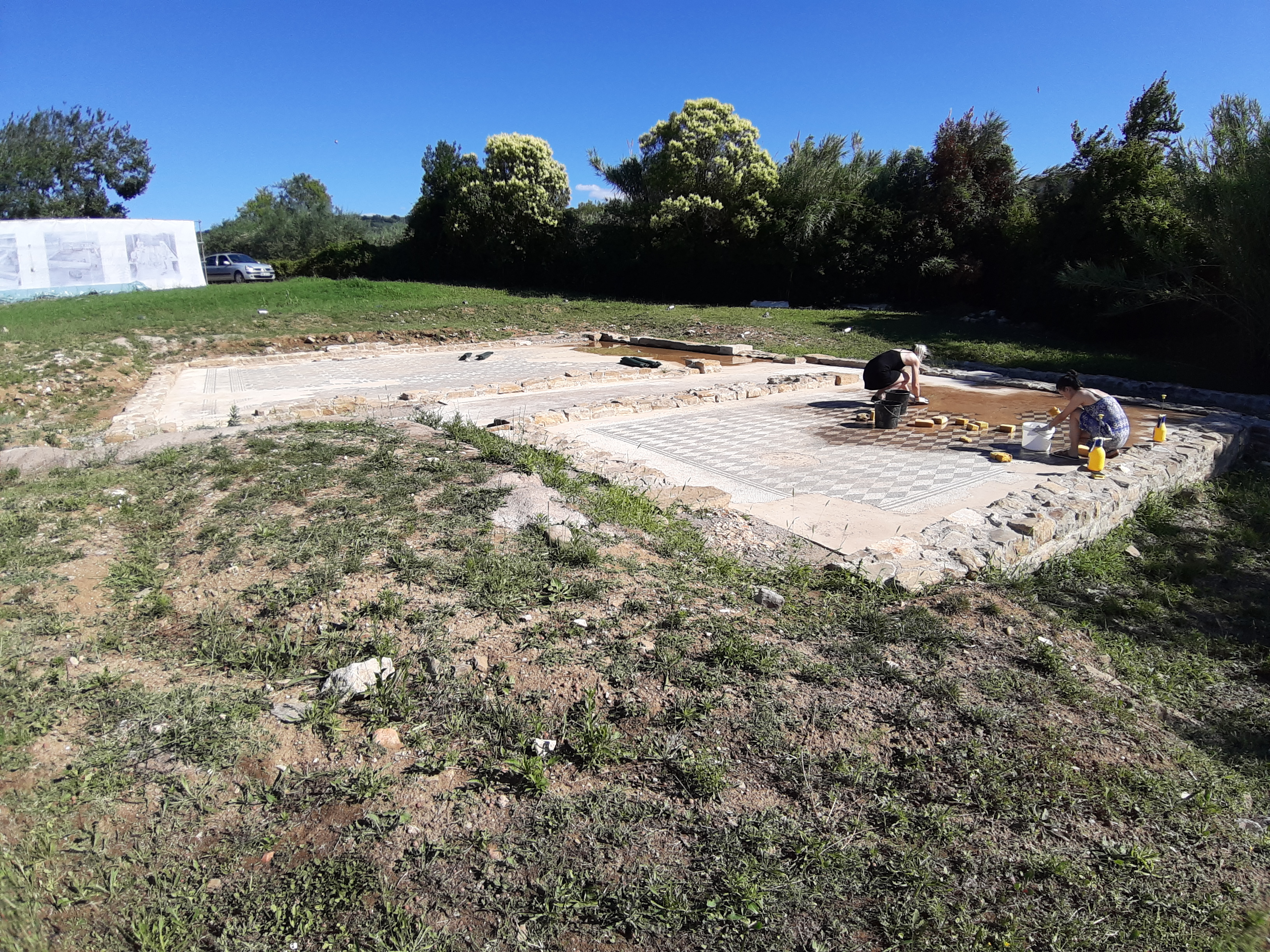
Římské vykopávky, Haliaetum, nekrytá část